# Ильинка (Чувашия)
Ильи́нка (чув. Ильинка) — село в Ильинском сельском поселении Моргаушского района Чувашской Республики, на границе с Республикой Марий Эл.

## География
Расстояние до Чебоксар 47 км, до районного центра — села Моргауши — 30 км, до железнодорожной станции 47 км. Село расположено на правом берегу реки Волга. 

## История

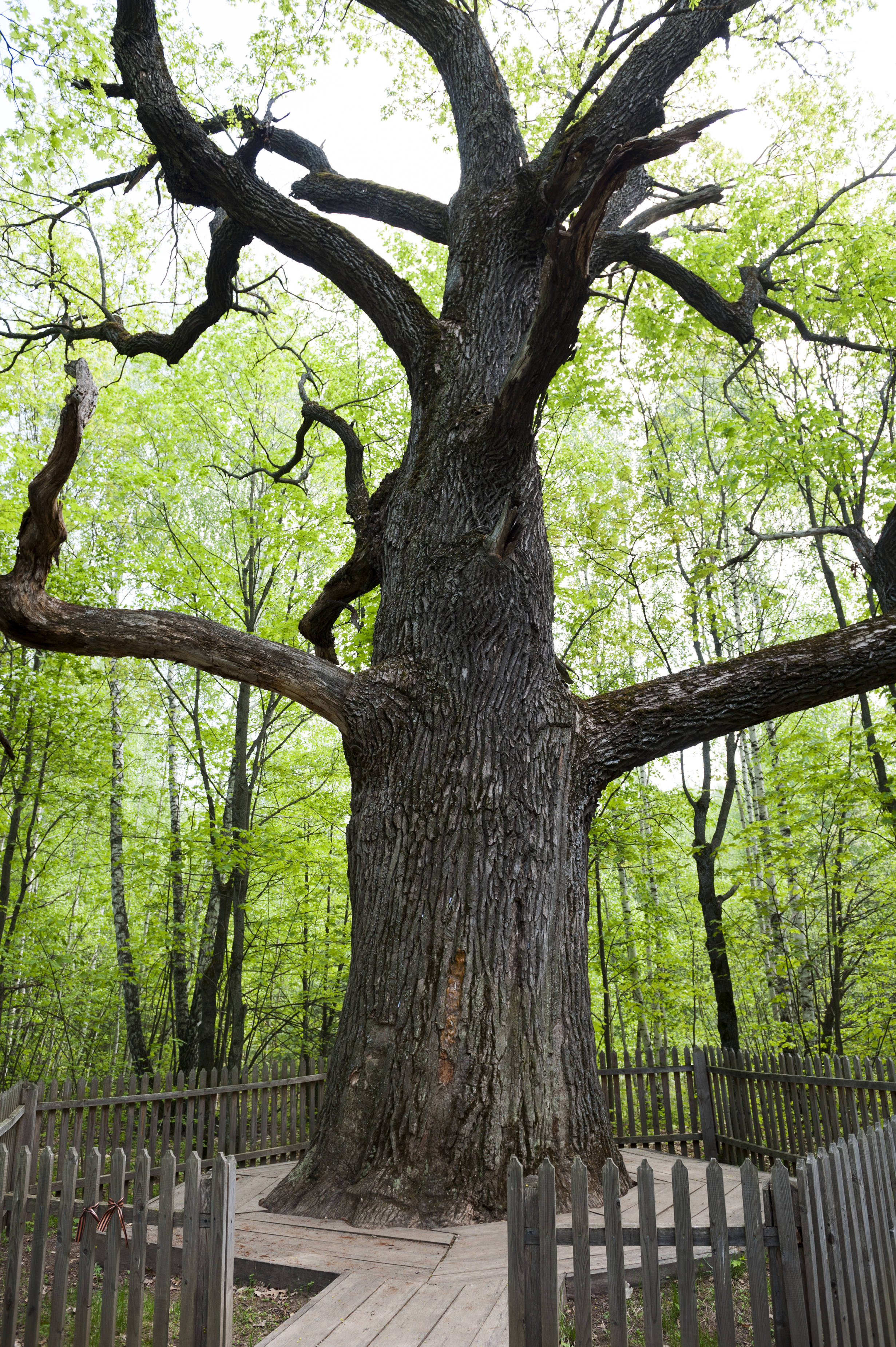
Старейший дуб Чувашии у деревни Ильинка

На месте села изначально находилась Ильинская Пу́стынь. Она была основана в 1719 году как пустынь для монахов Спасо-Юнгинского монастыря по указу митрополита Казанского Тихона.
По преданию эту местность прославил отшельник, поселившийся в дупле вяза.
На месте пу́стыни были расположены часовня и гостиница для приезжих.
Ильинская Пустынь была упразднена в 1764 году одновременно с упразднением Спасо-Юнгинского монастыря, после чего на этом месте образовалось село Ильинская Пустынь, позже переименованное в село Ильинка.
В 1868 году село посещал великий князь Алексей Александрович.
В 1980 году в селе снимали сюжет для фильма «Вторжение».

## Административное устройство
Село входит в муниципальное образование Ильинское сельское поселение. Рядом с селом с 1923 года работает дом отдыха «Ильинка» (ныне - «Ильинский»).

## Население
| 2010 | 2012 |
| ---- | ---- |
| 40   | ↘30  |

По данным Всероссийской переписи населения 2002 года в селе проживали 43 человека, преобладающая национальность — чуваши (75%).

## Памятники и памятные места
- Обелиск воинам, павшим в Великой Отечественной войне 1941—1945 гг. (ул. Заводская)[7].